# 徳成寺 (高松市)
徳成寺（とくじょうじ）は、香川県高松市にある真宗大谷派の寺院。山号は大利山。本尊は阿弥陀如来。

## 歴史
高松城完成から19年後の1609年（慶長14年）、利慶によって三番丁（現・番町一丁目、北緯34度20分38.9秒 東経134度2分51.2秒）に創建。後に高松藩藩主・松平家のお抱え寺となり、松平家の仏事や教養係などを勤め、米などの見返りを受け取ることによって成り立っていた。しかし、そのように藩の庇護を受けていた当寺は元来門徒も少なかったため、明治維新により藩が無くなると経営は苦しくなり、また当時の廃仏毀釈も寺とって大きな苦難となった。
1945年（昭和20年）7月4日には米軍による無差別絨毯爆撃「高松空襲」によって全焼し、伽藍や家財などが全て失われる。しかし、法要に使用する掛け軸などはあらかじめ郊外に疎開させ、本尊は当時の住職が背中に縛って避難したため無事であった。また、鐘や仏具など一切は戦争への資材供出のため、この時寺にはほとんど存在しなかった。空襲で財産等の一切を失って、寺の復興には多くの困難が伴ったが、元の寺の土地を売って資金を作ることにより、戦災から14年後の1959年（昭和34年）、現在地に本堂を完成させ、復興を成し遂げた。

## 交通アクセス
- ことでんバス下笠居・香西線幸町バス停：徒歩2分
- JR高松駅：徒歩15分